# Перелік кавалерів Хреста Симона Петлюри (Й)
Ця сторінка — інформаційний реєстр. Див. також основні статті: Хрест Симона Петлюри та Перелік кавалерів Хреста Симона Петлюри.
В алфавітному порядку представлені всі відомі кавалери Хреста Симона Петлюри, чиї прізвища починаються з літери «Й». 
| № | Фото | Ім'я            | Дата народження | Місце народження | Дата смерті | Місце смерті | Звання   | Підрозділ                                 | № ордена |
| - | ---- | --------------- | --------------- | ---------------- | ----------- | ------------ | -------- | ----------------------------------------- | -------- |
| 1 |      | Петро Йосипишин | 16 вересня 1901 | Гранів           |             | Париж        | Хорунжий | 2-а бригада Запорізької дивізії Армії УНР |          |